# Stefano Bellon (nuotatore)
Stefano Bellon (Padova, 4 agosto 1959) è un ex nuotatore, medico e dirigente pubblico italiano.
Pluricampione e primatista italiano nel nuoto, si è distinto anche come medico e dirigente nell'ambito del Servizio sanitario nazionale.

## Carriera sportiva

### Inizi
Imparò a nuotare a 5 anni e fu iscritto alla Rari Nantes Patavium 1905, a quel tempo l'unica societá padovana che disponeva di una piscina olimpionica. Si dedicò in seguito al nuoto agonistico ed entrò a far parte della nazionale giovanile nel 1972. Nel 1975 vinse nei 1500 stile libero il suo primo titolo ai campionati italiani assoluti, che quell'anno si svolsero a Padova.

### Risultati nel dorso

#### Competizioni in Italia
Ma la specialità in cui si distinse maggiormente fu il dorso, in cui si aggiudicò nei 200 metri il titolo assoluto a Milano nel 1976. Con la chiusura della sezione nuoto della Rari Nantes passò alla concittadina Nuoto 2000, confermandosi campione nei 200 dorso nel 1977 a Chiavari e nel 1979 a Firenze. In tale occasione si laureò campione italiano anche nei 100 dorso, segnando in entrambe le gare il nuovo record italiano.
Furono cinque in totale i record italiani che stabilì, due nel 1977 nei 200 dorso e tre nel 1979, due nei 100 e uno nei 200. Tra il 1975 ed il 1980 vinse cinque titoli ai campionati italiani assoluti e otto ai primaverili, di cui due con la staffetta 4x100 mista del Nuoto 2000 assieme a Rampazzo, Tornatore e Peloso.

#### Competizioni internazionali
In campo internazionale vinse nel 1979 a dorso una medaglia d'oro nei 200 e una d'argento nei 100 agli VIII Giochi del Mediterraneo svoltisi a Spalato, in Jugoslavia. Nella stessa manifestazione si impose nella 4x100 mista con Peloso, Rampazzo e Guarducci. Prese parte ai Campionati europei di nuoto 1977 disputatisi a Jönköping, in Svezia, dove non riuscì a entrare in finale. Si aggiudicò inoltre medaglie nella Coppa latina: un argento nei 200 dorso nell'edizione del 1976 ad Acapulco e un bronzo nei 100 dorso in quella del 1979 a Rio de Janeiro.

## Carriera in ambito sanitario

### Studi e inizi attività lavorative
Nel 1984 si laureò in Medicina e Chirurgia all'Università di Padova, dove nel 1989 si specializzò in Medicina interna e nel 1993 ottenne il Dottorato di Ricerca in Farmacologia clinica e Terapia medica. Nel 1992 divenne medico convenzionato al S.S.N. per la U.L.S.S. 16 a Padova.

### Città della Speranza
Nel 1993 conobbe Franco Masello, l’imprenditore vicentino promotore della Fondazione Città della Speranza, un ente che si costituì nel 1994 proponendosi la costruzione di un istituto all'avanguardia per la oncoematologia pediatrica. Negli anni successivi aiutò con profitto Masello nell'attività di fund raising per la costruzione di tale centro e di altre strutture correlate che furono completate tra il 1998 e il 2010 a Padova e a Vicenza. Pur continuando l'attività di medico di base, dal 1998 al 2010 fu vice presidente della Fondazione.
Nel 2008 fu posata la prima pietra dell'istituto, progettato da Paolo Portoghesi, e fu firmata la convenzione che lega la Fondazione all'Università di Padova, all'Azienda ospedaliera di Padova e Regione Veneto e all'U.L.S.S. 16 di Padova. Nel 2010 nacque la Fondazione Istituto di Ricerca Pediatrica Città della Speranza, un ente subordinato alla Fondazione Città della Speranza per il finanziamento dell’Istituto di Ricerca Pediatrica. Nello stesso anno Bellon divenne vice presidente, direttore generale e segretario per il coordinamento delle attività di ricerca della nuova Fondazione.
L'8 giugno 2012 fu inaugurato l'Istituto di ricerca pediatrica Città della Speranza che, con i suoi 17.500 m², è diventato il più grande centro di ricerca sulle malattie infantili d’Europa. In seguito, nell'Istituto sono state eseguite le diagnosi di tutte le leucemie e di tutti i linfomi infantili d'Italia. È diventato inoltre il centro di diagnosi e terapia per i tumori rari e i sarcomi di tutti i bambini in Europa.
Fin dall'inizio, l'imponente ed ambizioso progetto faticò ad ingranare e si crearono attriti sulla gestione tra i firmatari della convenzione e altri soggetti coinvolti, come il Comune di Padova e la Fondazione Cassa di Risparmio di Padova e Rovigo. Nel 2014, con la nomina a sindaco di Padova del leghista Massimo Bitonci, si guastarono i rapporti tra la giunta comunale e Bellon, vicino al centro-sinistra, amico dell'ex sindaco Flavio Zanonato e sostenitore della ricerca.
I problemi si trascinarono negli anni successivi e nell'ottobre del 2016 Bellon rassegnò le proprie dimissioni con una lettera che fu resa pubblica nel marzo 2017, nella quale contestava il nuovo percorso intrapreso dai vertici della Fondazione, che era contrario ai principi per i quali era stata istituita. In particolare si opponeva all'intenzione da parte del fondatore e presidente Franco Masello di dare una struttura più imprenditoriale all'Istituto per adeguarsi alle nuove esigenze economiche dettate dalla crescita dell'attività, a discapito della ricerca.

### Altre attività
Oltre all'impegno profuso nella Città della Speranza e a continuare l'attività di medico di base, nell'arco della carriera Bellon ha rivestito altri incarichi, tra cui quello di presidente dell’IRA, l'Istituto di Riposo per Anziani, il più vecchio della Provincia di Padova, quello di membro dell’ADMO, l'Associazione donatori midollo osseo della quale è stato commissario regionale per tre anni, e quello di consigliere generale della Fondazione Cassa di Risparmio di Padova e Rovigo. Nel 2015 fu eletto presidente della sezione di Padova dell'AICE, Associazione italiana contro l’epilessia, una malattia da cui è stata colpita una sua figlia.
Tra le altre attività in cui si è impegnato vi è quella con la Onlus "Gusto per la ricerca", per l'assistenza dei bambini malati, è stato eletto membro del Consiglio direttivo dell’Ordine dei medici e chirurghi della Provincia di Padova, promotore e membro dei comitati "Run for Children Onlus" e "Swim for Children Onlus", membro del consiglio di amministrazione "Un cuore un mondo Onlus" di Padova, segretario generale della Fondazione Unione Sportiva Petrarca di Padova, socio fondatore e presidente del Lions Club Padova Ruzzante.

## Palmarès
| Giochi del Mediterraneo | 200 m dorso | 100 m dorso     | 4x100 m misti |
| 1979 Spalato Jugoslavia | Oro 2'06"98 | Argento 1'00"10 | Oro 3'53"18   |

### Altri risultati

#### Campionati italiani
11 titoli individuali e 2 in staffette, così ripartiti:
- 1 nei 1500 m stile libero (agli assoluti)
- 7 nei 200 m dorso (3 agli assoluti e 4 ai primaverili)
- 3 nei 100 m dorso (1 agli assoluti e 2 ai primaverili)
- 2 nella staffetta 4×100 m misti (ai primaverili)

#### Coppa Latina
- argento nei 200 dorso - 1976 ad Acapulco
- bronzo nei 100 dorso - 1979 a Rio de Janeiro.